# El manipulador
The Deceiver (titulada El manipulador en España y El impostor en Hispanoamérica) es una novela del escritor británico Frederick Forsyth. Narra la lucha de un funcionario del Servicio de Inteligencia de Gran Bretaña que está siendo retirado del servicio debido al fin de la Guerra Fría.
A lo largo de la novela, Denis Gaunt, su segundo al mando, relata cuatro historias de la carrera de Sam que demuestran su astucia y dedicación, por las que merece un cargo más importante que los ofrecidos por sus superiores: éstos le ofrecen puestos "de escritorio" que saben que no va a aceptar, lo cual creen que lo forzara a tomar un retiro voluntario.

## Contenido
Las anécdotas que recorre Denis Gaunt describen cuatro historias de las actividades de Sam McCready en el servicio de inteligencia inglés, que son:

### Orgullo y prejuicio extremo
Un oficial del ejército ruso tiene un libro de tácticas y políticas de la Unión Soviética para entregar a los ingleses, que deben enviar a un hombre conocido por él. Sam podría ir, pero lo tienen "marcado". Como la entrega se hará en la Alemania Oriental, Sam recluta a uno de sus contactos de la Alemania Occidental, quien deberá conseguir el libro y hacerlo cruzar la frontera sin ser descubierto.

### La dote de la novia
Durante unos ejercicios militares entre la Unión Soviética y el Reino Unido, un oficial del GRU (que en realidad es un oficial encubierto de la KGB dentro de la misma GRU) escapa y hace una llamada para entregarse a la CIA. Generará un gran revuelo entre las agencias de inteligencia norteamericana y británica, pero aún más controvertida será la información que el desertor descubrirá sobre los infiltrados en ambas agencias.

### Una víctima de la guerra
Un grupo terrorista del Medio Oriente contacta con el IRA para proveerles de armas y explosivos. Esto es descubierto por los servicios secretos británicos, que inmediatamente idean un plan para desbaratar la transacción. Reclutan a un hombre que fue miembro del SAS, y ahora es un renegado de Inglaterra, para que se infiltre en las negociaciones y así identificar el transporte de las armas.

### Un poco de sol
Unas pequeñas islas en el Caribe están siendo forzadas a la independencia de Inglaterra. Un par de semanas antes de las elecciones, un oficial de policía de Miami y el mismo gobernador son asesinados. La investigación de los ingleses, a la cual se suma luego Sam, y la investigación del compañero del policía llevan a conclusiones inesperadas.